# 여간첩 에리샤
"여간첩 에리샤"는 한국에서 제작된 최경옥 감독의 1965년 영화이다. 박노식 등이 주연으로 출연하였고 지덕영 등이 제작에 참여하였다.

## 출연

### 주연
- 박노식
- 최은희
- 남궁원

## 기타
- 조명: 이규창
- 미술: 송백규